# Benjamin Thomas (Radsportler)
Benjamin Thomas (* 12. September 1995 in Lavaur, Département Tarn) ist ein französischer Radsportler, der auf Bahn und Straße aktiv ist.

## Sportliche Laufbahn
2013 wurde Benjamin Thomas in Glasgow Junioren-Weltmeister im Punktefahren. Im Jahr darauf errang er den Titel des Europameisters im Scratch in der Klasse U23. Bei den nationalen Bahnmeisterschaften der Elite belegte er Rang zwei in dieser Disziplin. Im Oktober 2014 wurde er auf Guadeloupe Europameister im Punktefahren.
2015 war Thomas bei Bahn-Europameisterschaften erfolgreich: Bei den Europameisterschaften der Elite errang er Silber im Punktefahren und bei den Kontinental-Meisterschaften der U23 gemeinsam mit Thomas Boudat Silber im Zweier-Mannschaftsfahren. 2016 wurde er mit Thomas Denis, Corentin Ermenault und Florian Maitre) Europameister in der Mannschaftsverfolgung sowie zweifacher U23-Vize-Europameister, in Mannschaftsverfolgung (mit Thomas Denis, Corentin Ermenault und Florian Maître und im Zweier-Mannschaftsfahren (mit Maître). Bei den Weltmeisterschaften errang er mit Morgan Kneisky Silber im Zweier-Mannschaftsfahren.
2017 wurde Benjamin Thomas zweifacher Weltmeister, im Omnium sowie mit Kneisky im Zweier-Mannschaftsfahren sowie zweifacher Europameister in Zweier-Mannschaftsfahren und in der Mannschaftsverfolgung. 2019 wurde er im Omnium Vize-Weltmeister und Europameister, 2020 erneut Weltmeister. 2019 und 2021 wurde er auf der Straße französischer Zeitfahrmeister. Zudem errang er Erfolge bei Läufen des Bahnrad-Weltcups.
2021 startete Thomas bei den Olympischen Spielen in Tokio mit Donavan Grondin die Bronzemedaille im Zweier-Mannschaftsfahren. Im selben Jahr wurde er Europameister sowie Weltmeister im Punktefahren, und in der Mannschaftsverfolgung errang er mit Thomas Denis, Valentin Tabellion und Thomas Boudat die Silbermedaille. Beim Lauf des Nations’ Cup in Glasgow gewann er mit Thomas Boudat das Zweier-Mannschaftsfahren und mit Denis Corentin Ermenault und Eddy Le Huitouze die Mannschaftsverfolgung. Im Herbst des Jahres wurde er mit Grondin Weltmeister Zweier-Mannschaftsfahren und im Omnium Vize-Weltmeister.
Im Jahr 2024 gewann er die 5. Etappe des Giro d’Italia im Sprint der Ausreißergruppe, die sich rund 80 Kilometer vor dem Ziel gebildet hatte. Bei den Olympischen Spielen 2024 in Paris gewann er die Goldmedaille im Omnium.

## Erfolge

### Bahn
2013
- Junioren-Weltmeisterschaft – Punktefahren

2014
- Europameister – Punktefahren
- U23-Europameister – Scratch

2015
- Europameisterschaft – Punktefahren
- Europameisterschaft (U23) – Zweier-Mannschaftsfahren (mit Thomas Boudat)

2016
- Weltmeisterschaft – Zweier-Mannschaftsfahren (mit Morgan Kneisky)
- Europameister – Mannschaftsverfolgung (mit Thomas Denis, Corentin Ermenault und Florian Maitre)
- Europameisterschaft (U23) – Mannschaftsverfolgung (mit Thomas Denis, Corentin Ermenault und Florian Maitre), Zweier-Mannschaftsfahren (mit Florian Maitre)

2017
- Weltmeister – Omnium, Zweier-Mannschaftsfahren (mit Morgan Kneisky)
- Weltcup in Manchester – Omnium
- Europameister – Zweier-Mannschaftsfahren (mit Florian Maitre), Mannschaftsverfolgung (mit Louis Pijourlet, Florian Maitre, Corentin Ermenault und Thomas Denis)
- Europameisterschaft – Omnium

2018
- Weltcup in Milton – Omnium

2019
- Weltmeisterschaft – Omnium
- Europameister – Omnium
- Weltcup in Glasgow – Zweier-Mannschaftsfahren (mit Donavan Grondin)

2020
- Weltcup in Milton – Mannschaftsverfolgung (mit Thomas Denis, Corentin Ermenault und Kévin Vauquelin)
- Weltmeister – Omnium

2021
- Olympische Spiele – Zweier-Mannschaftsfahren (mit Donavan Grondin)
- Europameister – Punktefahren
- Weltmeister – Punktefahren
- Weltmeisterschaft – Mannschaftsverfolgung (mit Thomas Denis, Valentin Tabellion und Thomas Boudat)

2022
- Nations’ Cup in Glasgow - Zweier-Mannschaftsfahren (mit Thomas Boudat), Mannschaftsverfolgung (mit Thomas Denis, Corentin Ermenault und Eddy Le Huitouze)
- Weltmeister – Zweier-Mannschaftsfahren (mit Donavan Grondin)
- Weltmeisterschaft – Omnium
- Europameister – Mannschaftsverfolgung (mit Thomas Denis, Valentin Tabellion und Quentin Lafargue)

2023
- Europameister – Omnium
- Europameisterschaft – Mannschaftsverfolgung (mit Corentin Ermenault, Quentin Lafargue, Thomas Denis und Adrien Garel), Zweier-Mannschaftsfahren (mit Donavan Grondin)
- Weltmeisterschaft – Omnium
- Französischer Meister – Ausscheidungsfahren, Zweier-Mannschaftsfahren (mit Valentin Tabellion), Mannschaftsverfolgung (mit Clément Cordenos, Thomas Denis, Valentin Tabellion und Théo Bracke)

2024
- Französischer Meister – Einerverfolgung
- Olympiasieger – Omnium

2025
- Französischer Meister – Punktefahren, Zweier-Mannschaftsfahren (mit Bryan Coquard)

### Straße
2017
- eine Etappe Tour des Hauts-de-France
- eine Etappe und Nachwuchswertung Tour de Wallonie

2018
- Nachwuchswertung Étoile de Bessèges

2019
- Französischer Meister – Einzelzeitfahren

2021
- Französischer Meister – Einzelzeitfahren

2022
- Gesamtwertung und eine Etappe Étoile de Bessèges
- Boucles de la Mayenne

2023
- Europameister – Mixed-Staffeln
- eine Etappe Tour des Hauts-de-France

2024
- eine Etappe Giro d’Italia

## Grand-Tour-Platzierungen
| Grand Tour            | 2018 | 2019 | 2020 | 2021 | 2022 | 2023 | 2024 | 2025 |
| --------------------- | ---- | ---- | ---- | ---- | ---- | ---- | ---- | ---- |
| Giro d’ItaliaGiro     | –    | –    | DNF  | –    | –    | –    | DNF  | –    |
| Tour de FranceTour    | –    | –    | –    | –    | 53   | –    | –    | 154  |
| Vuelta a EspañaVuelta | 121  | DNF  | –    | –    | –    | –    | –    |      |